# قبرة (إسبانيا)
قَبْرَة (بالإسبانية: Cabra)‏ هي إحدى بلديات مقاطعة قرطبة إحدى مقاطعات إسبانيا، وهي التي تقع في منطقة الأندلس جنوب إسبانيا. بلغ عدد سكانها 21.087 نسمة وفقاً لإحصائية عام 2007.

## توأمة
لقبرة (إسبانيا) اتفاقيات توأمة مع كل من:
- ليناريس
- Galiano Island [الإنجليزية]‏
- سانتا كولوما دي جرامانيت

## أعلام
- خوان باليرا
- خوسيه سوليس رويز
- رودريك
- إدغار كوير بالتاناس
- أنطونيو غوميز